# Blauet nan atzurat
El blauet nan atzurat (Ceyx azureus) és una espècie d'ocell de la família dels alcedínids (Alcedinidae) que habita rierols a zones amb arbres i manglars de la zona australasiana, a les illes Moluques, Tanimbar, Aru, Raja Ampat, Nova Guinea, nord, est i sud-est d'Austràlia i Tasmània.